# Андерсон, Рудольф
Рудольф Андерсон-младший (15 сентября 1927 — 27 октября 1962) — пилот Военно-воздушных сил США. Был первым человеком, получившим Крест Военно-воздушных сил (США). Андерсон погиб, когда его разведывательный самолёт Lockheed U-2 был сбит во время Карибского кризиса.

## Биография
Андерсон родился в Гринвилле, Южная Каролина, в молодости был бой-скаутом и имел звание скаут-орёл отряда № 19 (англ.. В 1948 окончил Университет Клемсона. Похоронен в Гринвилле 6 ноября в Мемориальном парке «Вудлоун».

## Карибский кризис
27 октября майор Андерсон взлетел на U-2A (серийный номер 56-6676) с авиабазы Маккой (англ.), в Орландо (Флорида), и был сбит ЗУР С-75 советского производства вблизи г. Банес на Кубе.
Документ ЦРУ, датируемый 02:00, 28 октября 1962 года:

Причиной потери U-2 над Баном была, вероятно, атака SA-2, или гипоксия пилота. Первая причина более вероятна, так как базируется на переданной информации.

Андерсон погиб, когда шрапнель от взорвавшейся боеголовки пробила его высотно-компенсирующий костюм, что вызывало уменьшение давления на большой высоте. О гибели Андерсона сообщил Генеральный секретарь ООН У Тан после визита на Кубу 31 октября 1962.
По приказу Президента Кеннеди майор Андерсон был посмертно награждён первым Крестом Военно-воздушных сил, медалью «За выдающуюся службу», «Пурпурным сердцем» и премией Чейни (англ.).
В период с 27 сентября по 11 ноября 1962 года в авариях погибло ещё одиннадцать членов экипажей трёх самолётов-разведчиков B-47 «Стратоджет» 55-го разведывательного крыла.

## Память
Памятник майору Андерсону установлен в парке «Кливленд» в Гринвилле. На памятнике установлен F-86 «Сейбр». На самолёте этого типа Андерсон летал во время Корейской войны.
Имя Андерсона носит Эскадрон воздушного общества «Арнольд».

## Обломки самолёта
Несколько обломков самолёта майора Андерсона можно увидеть в музеях Кубы. Двигатель и часть хвоста U-2 хранятся в Музее Революции в Гаване. Правое крыло, часть хвоста и переднее шасси расположены в Музее авиации в Гаване (англ.).

## В массовой культуре
Гибель Андерсона показана в фильме «Тринадцать дней» с Чипом Истеном в роли майора Андерсона.